# ۴۰ (قمری)
۴۰ (قمری)، چهلمین سال در گاهشماری هجری قمری است. اول محرم این سال برابر با بیستم مه سال ۶۶۰ میلادی است.

## درگذشتگان
- ۲۱ رمضان: علی ابن ابی‌طالب نخستین امام شیعیان (کشته شده در کوفه)

## وابسته
- شعوبیه